# Перелесне
Перелесне (рос. Перелесное) — селище Черняховського району, Калінінградської області Росії. Входить до складу Калузького сільського поселення.
Населення —  59 осіб (2015 рік). 

## Населення
| 2002 | 2010 |
| ---- | ---- |
| 64   | ↘59  |